# Minnie Mouse
Minnie Mouse er en figur fra Disneys tegnefilm og tegneserier. Hun er kæreste med Mickey Mouse og dukkede som sådan allerede op i de allertidligste af hans film, og hun har fulgt ham lige siden. Ofte har hun spillet rollen som værende i kløerne på Sorteper, hvor Mickey var hendes redningsmand. Siden er hun blevet årsag til skænderier og kærestesorger for Mickey i tegneserierne. 

## Personlighed
Hun er lidt dum, men meget sød og kærlig, og hjælper ofte Mickey, når han er i problemer.[kilde mangler]